# Kuźnica (powiat kaliski)
Kuźnica – wieś w Polsce położona w województwie wielkopolskim, w powiecie kaliskim, w gminie Ceków-Kolonia.
W latach 1975–1998 miejscowość położona była w województwie kaliskim.